# NGC 21
NGC 21 (другие обозначения — NGC 29, IRAS00082+3304, UGC 100, ZWG 499.66, MCG 5-1-48, KAZ 19, PGC 767) — спиральная галактика с перемычкой (SBbc), находится в созвездии Андромеды на расстоянии около 77,6 Мпк (253 млн световых лет).
Этот объект занесён в «Новый общий каталог» (NGC) дважды, с обозначениями NGC 21 и NGC 29. Он входит в число перечисленных в оригинальной редакции «Нового общего каталога».
Объект описан в каталоге NGC как «очень тусклый, маленький, слегка вытянутой формы». Благодаря относительно высокой поверхностной яркости достаточно телескопа диаметром 8—10 дюймов, чтобы увидеть эту галактику на фоне тёмного неба. NGC 13 и NGC 20 находятся в пределах той же самой области неба, и все они — внутри круга радиусом 0,5° от звезды с блеском 7,1m.

## Открытие
Галактика NGC 21 была открыта немецко-британским астрономом Уильямом Гершелем 26 ноября 1790 года. Позднее она наблюдалась Льюисом Свифтом 20 сентября 1885 года. Это выяснилось не сразу, поскольку все объекты, открытые Свифтом в течение одной ночи (NGC 19, NGC 21, NGC 7831 и NGC 7836), из-за ошибки выставления нуля на координатных кругах имели слегка смещённые координаты. Поэтому галактика получила 2 номера в каталоге: NGC 21 (Свифт) и NGC 29 (Гершель).